# Радянський революційний календар
Радянський революційний календар — календар, спробу впровадити який було здійснено, починаючи з 1 жовтня 1929 в СРСР. Але з 1 грудня 1931 цей календар було частково скасовано. Остаточне повернення до традиційного календаря було здійснене 26 червня 1940 року.
Під час дії радянського революційного календаря паралельно в деяких випадках використовувався і григоріанський календар.

## Рік
Попри те, що літочислення відбувалось відповідно до григоріанського календаря, у деяких випадках дата вказувалася як «NN рік соціалістичної революції» із пунктом відліку від 7 листопада 1917 року. Фраза «NN рік соціалістичної революції» була у відривних і перекидних календарях до 1991 року включно — до розпаду СРСР.

## Місяць
Кожен місяць складався з 30 днів, з цього іноді роблять помилковий висновок про існування в СРСР у 1930 та 1931 30 лютого, насправді ж ця пропозиція була відхилена. 5 або 6 днів, що залишилися, було оголошено так званими «безмісячними канікулами», і вони не входили в жоден місяць і в жодний тиждень, але мали власні імена:
- День Леніна — після 30 січня
- Дні праці — два дні після 30 квітня
- Індустріальні дні — два дні після 7 листопада
- у високосні роки додатковий високосний день мав вставлятися після 30 лютого.

1 грудня 1931 кількість днів у місяцях було повернуто до колишнього вигляду.

## Тиждень
Тиждень в СРСР в 1929-30 складався з 5 днів, при цьому всі робітники були розділені на п'ять груп, названих по кольорах (жовтий, рожевий, червоний, фіолетовий, зелений), і кожна група мала свій власний вихідний день у тиждень (так звана рос. «непрерывка»). Попри те, що вихідних днів стало більше (1 у п'ятиденку, замість 1 у семиденку раніше), ця реформа була непопулярна, адже значно ускладнювала особисте, суспільне й родинне життя через незбіжність вихідних днів різних членів суспільства.
1 грудня 1931 5-денний тиждень було замінено на 6-денний тиждень з фіксованим днем відпочинку, що випадав на 6, 12, 18, 24 й 30 число кожного місяця (1 березня використовувалось замість 30 лютого, кожне 31 число розглядалось як додатковий робочий день).
Сліди цього видні, наприклад, у титрах фільму «Волга-Волга» («перший день шестиденки», «другий день шестиденки»…).
Звичайний 7-денний тиждень було повернуто 26 червня 1940 року. Спочатку (в 40-і роки) тиждень у СРСР починався з неділі, згодом — з понеділка.